# La Vega (provincie)
La Vega is een provincie in het midden van de Dominicaanse Republiek. De hoofdstad van de provincie is La Vega. Ze heeft 406.000 inwoners en is 2300 km² groot.

## Geografische ligging
De huidige provinciegrenzen zijn
- In het noorden-oosten - Espaillat - Harmanas Mirabal - Duarte
- In het oosten - Sanchz Ramirez - Monseñor Nouel
- In het zuidoosten - San José Ocoa
- In het zuidwesten - San Juan - Azua
- in het westen - Santiago

## Verdeeld in 4 gemeenten en 7 deelgemeenten
| - La Vega - Ranchito (DM), Rio Verde (DM) - Constanza - Tireo (DM), La Sabina (DM) - Jarabacoa - Buena Vista (DM, Manabao (DM) - Jima Abajo - Rincón (DM) |

Azua · Baoruco · Barahona · Dajabón · Duarte · Elías Piña · El Seibo · Espaillat · Hato Mayor · Hermanas Mirabal · Independencia · La Altagracia · La Romana · La Vega · María Trinidad Sánchez · Monseñor Nouel · Monte Cristi · Monte Plata · Pedernales · Peravia · Puerto Plata · Samaná · Sánchez Ramírez · San Cristóbal · San José de Ocoa · San Juan · San Pedro de Macorís · Santiago · Santiago Rodríguez · Santo Domingo · Valverde
Distrito Nacional